# 1475
Пізнє Середньовіччя •  Відродження •  Реконкіста •  Ганза •  Ацтецький потрійний союз •  Імперія інків

## Геополітична ситуація
Османську державу очолює Мехмед II Фатіх (до 1481). Імператором Священної Римської імперії є Фрідріх III. У Франції королює Людовик XI (до 1483).
Апеннінський півострів розділений: північ належить Священній Римській імперії, середню частину займає Папська область, південь належить Неаполітанському королівству. Могутними державними утвореннями півночі є Венеційська республіка, Флорентійська республіка, Генуезька республіка та герцогство Міланське.
Майже весь Піренейський півострів займають християнські Кастилія і Леон, де розпочалася війна за спадщину, Арагонське королівство на чолі з Хуаном II (до 1479) та Португалія, де королює Афонсо V (до 1481). Під владою маврів залишилися тільки землі на самому півдні.
Едуард IV є королем Англії (до 1483), королем Данії та Норвегії — Кристіан I (до 1481), Швецію очолює регент Стен Стуре Старший (до 1497). Королем Угорщини є Матвій Корвін (до 1490), а Богемії — Владислав II Ягелончик. У Польщі королює, а у Великому князівстві Литовському княжить Казимир IV Ягеллончик (до 1492).
Частина руських земель перебуває під владою Золотої Орди. Галичина входить до складу Польщі. Волинь належить Великому князівству Литовському. Московське князівство очолює Іван III Васильович (до 1505).
На заході євразійських степів від Золотої Орди відокремилися Казанське ханство, Кримське ханство, Ногайська орда. У Єгипті панують мамлюки. У Китаї править династія Мін. Значними державами Індостану є Делійський султанат, Бахмані, Віджаянагара. В Японії триває період Муроматі.
У Долині Мехіко править Ацтецький потрійний союз на чолі з Ашаякатлем (до 1481). Цивілізація майя переживає посткласичний період. В Імперії інків править Тупак Юпанкі (до 1493).

## Події
- Князь Михайло Чарторийський — брацлавський староста, побудував замок у Клевані (Рівненська область)[1].
- Турки захопили Крим, змусивши хана Менґлі I Ґерая визнати себе їхнім васалом. Генуя втратила свої кримські торгові колонії, а Львів — доступ до морської торгівлі[уточнити].
- Молдавський господар Стефан III Великий завдав поразки військам турецького султана Мехмеда II у битві поблизу Васлуя.
- Бургундські війни:
  - Війська англійського короля Едварда IV висадилися в Кале. Коротка війна англійців з французами завершилася підписанням миру в Пікіньї.
  - Швейцарці завдали поразки військам герцогства Савойї в битві під Плантою.
- На Піренейському півострові почалася війна за кастильську спадщину. Португальський король Афонсо V вторгся в Кастилію.
- Офіційно відкрито Ватиканську бібліотеку.

## Народились
- 6 березня — Мікеланджело (Людовико Буонаротті Сімоні), італійський художник (Сикстинська капела), скульптор («Давид»), архітектор (собор Св. Петра у Римі), поет епохи Високого Відродження.